# Manhunt International 2020
Manhunt International 2020 là cuộc thi Manhunt International lần thứ hai mươi diễn ra vào ngày 22 tháng 2 năm 2020 tại thành phố Manila, Philippines. Có 36 thí sinh tham gia vào cuộc thi. Paul Luzineau, đại diện đến từ Hà Lan đã chiến thắng cuộc thi.

## Kết quả
| Kết quả                    | Thí sinh |
| -------------------------- | --- |
| Manhunt International 2020 | - Hà Lan – Paul Luzineau |
| Á vương 1                  | - Hy Lạp – Nikos Antonopoulos |
| Á vương 2                  | - Brasil – Matheus Cruz Giora |
| Á vương 3                  | - Tây Ban Nha – Yeray Hidalgo Hernández |
| Á vương 4                  | - Ấn Độ – Mayur Gangwani |
| Top 16                     | - Anh Quốc – Ben Spong - Ba Lan – Adrian Michalowski - CTVQ Ả Rập Thống nhất – Mohammad Tamseer - Paraguay – Williams Ocampos § - Philippines – Daumier Corilla - Sri Lanka – Sajith Perera - Thái Lan – Sittipong Imsatian - Thổ Nhĩ Kỳ – Yekta Baki - Thụy Điển – Elvir Aljicevic - Úc – Riley Channells - Việt Nam – Phạm Đình Lĩnh |

§ : Thông qua việc bình chọn và giành được giải thưởng Mister Internet Popularity đặc biệt và tự động lọt vào vòng Top 16

### Giải thưởng đặc biệt
| Giải thưởng                | Thí sinh |
| -------------------------- | --- |
| Mister Friendship          | - Trinidad và Tobago – Reon Elder                                                                                           |
| Mister Personality         | - Nepal – Bibesh Shrestha                                                                                                   |
| Mister Photogenic          | - Thái Lan – Sittipong Imsatian                                                                                             |
| Mister Physique            | - Perú – Alonso Añazgo Bandenay                                                                                             |
| Mister Internet Popularity | - Paraguay – Williams Ocampos §                                                                                             |
| Best National Costume      | Winner - Philippines – Daumier Corilla 1st runner-up - Nhật Bản – Ryuta Kishigami 2nd runner-up - Sri Lanka – Sajith Perera |
| Best Runway Model          | - Việt Nam – Phạm Đình Lĩnh                                                                                                 |
| Best Commercial Model      | - Thụy Điển – Elvir Aljicevic                                                                                               |
| Best Fashion Model         | - Anh Quốc – Ben Spong |
| Face of the Year           | - Hà Lan – Paul Luzineau |
| Loo Chang Huat Model       | - Hy Lạp – Nikos Antonopoulos                                                                                               |

## Các thí sinh
36 thí sinh dự thi.
| Quốc gia/vùng lãnh thổ               | Thí sinh                     |
| ------------------------------------ | ---------------------------- |
| Anh Quốc                             | Ben Spong                    |
| Ấn Độ                                | Mayur Gangwani               |
| Ba Lan                               | Adrian Michalowski           |
| Bỉ                                   | Franca Enid                  |
| Brasil                               | Matheus Cruz Giora           |
| Bulgaria                             | Asen Mitev                   |
| Các Tiểu vương quốc Ả Rập Thống nhất | Mohammad Tamseer             |
| Cộng hòa Dominica                    | Argenis José Grullón Ventura |
| Fernando de Noronha                  | Cuca Souza                   |
| Guam                                 | Jordan Lawrence Pauluhn      |
| Hà Lan                               | Paul Luzineau                |
| Hàn Quốc                             | Jemin Hong                   |
| Hy Lạp                               | Nikos Antonopoulos           |
| Indonesia                            | Elardy Tan                   |
| Malaysia                             | Nazirul Mubin                |
| Maroc                                | Lahoucine El Omri            |
| México                               | Luis Enrique Zepeda          |
| Myanmar                              | Shane Htet                   |
| Nam Phi                              | Heinrich Gabby Gabler        |
| Nepal                                | Bibesh Shrestha              |
| Nhật Bản                             | Ryuta Kishigami              |
| Pakistan                             | Mirza Nabi                   |
| Paraguay                             | Williams Ocampos             |
| Perú                                 | Alonso Añazgo Bandenay       |
| Philippines                          | Daumier Corilla              |
| Séc                                  | Jan Potočný                  |
| Singapore                            | Zach Suhaizad                |
| Sri Lanka                            | Sajith Perera                |
| Tây Ban Nha                          | Yeray Hidalgo Hernández      |
| Thái Lan                             | Sittipong Imsatian           |
| Thổ Nhĩ Kỳ                           | Yekta Baki                   |
| Thụy Điển                            | Elvir Aljicevic              |
| Thụy Sĩ                              | David Oliver Keller          |
| Trinidad và Tobago                   | Reon Elder                   |
| Úc                                   | Riley Channells              |
| Việt Nam                             | Phạm Đình Lĩnh               |

### Dự thi quốc tế khác
| Cuộc thi      | Năm  | Quốc gia/vùng lãnh thổ | Thí sinh                | Thứ hạng  | T.k.  |
| ------------- | ---- | ---------------------- | ----------------------- | --------- | ----- |
| Mister Global | 2024 | Philippines            | Luisito Daumier Corilla | Nam vương | [ 4 ] |